# Douglas Purviance

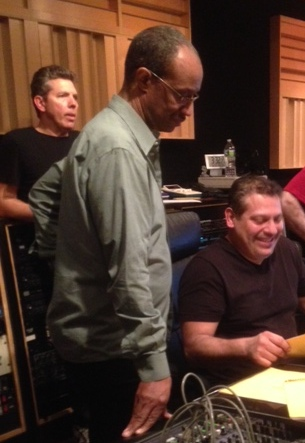
Andy McKee, Douglas Purviance (stehend im Vordergrund) und Luis Bonilla 2014 während gemeinsamer Studioaufnahmen

Douglas Purviance (* 1952 in Baltimore) ist ein US-amerikanischer Jazz-Bassposaunist (auch Posaune, Tuba, Schneckenhorn).

## Leben und Wirken
Purviance beendete sein Studium 1975 an der Towson State University; 1992 erwarb er den Master an der Manhattan School of Music. Er begann seine Karriere 1975–77 im Stan Kenton Orchestra, wo er Bassposaune und Tuba spielte. In den folgenden Jahren war er vorwiegend als Studio- und Sessionmusiker beschäftigt. Ab 1977 lebte er in New York City, wo er u. a. im Thad Jones/Mel Lewis Jazz Orchestra spielte, ferner in der Carnegie Hall Jazz Band. Außerdem ging er mit Slide Hampton, Steve Turre, Dizzy Gillespie, und der Mingus Big Band auf Tour.
Er wirkte bei zahlreichen Plattenaufnahmen mit, u. a. bei Joe Henderson, Sam Rivers, Bill Kirchner, Bill Warfield, Jon Faddis, Garry Dial, Frank Wess, Mario Bauzá, Bobby Watson, Michel Camilo, Richie Cole, J. J. Johnson, Dee Dee Bridgewater, Tom Harrell, Stefon Harris, Gerald Wilson, Ron Carter, Christian McBride und dem Vanguard Jazz Orchestra. Zu hören ist er auch auf Slide Hamptons Album Spirit of the Horn (2003). Im Bereich des Jazz war er zwischen 1975 und 2017 an 117 Aufnahmesessions beteiligt.